# 한미 대학생 연수 프로그램
한미 대학생 연수 프로그램(영어: Work · English Study · Travel Program, 약칭: WEST)은 대한민국 교육부의 정책 일환으로, 국내 대학생의 미주 지역 내 청년 어학연수 및 인턴십을 지원하는 국립국제교육원의 인재 양성 프로그램이다. 2008년 한미 자유 무역 협정을 통해 시행되었다.

## 역사
2008년 8월 6일 이명박 대통령과 조지 W. 부시 대통령은 한미정상회담을 통해 본 프로그램의 시행을 합의했다. 같은 달 22일 유명환 외교통상부 장관과 콘돌리자 라이스 국무장관은 향후 5년간 해당 프로그램을 진행한다는 양해각서에 서명하고, 같은 해 11월 첫 참가자 모집을 시작했다. 2013년 윤병세 외교부 장관과 성 김 주한 미국 대사는 해당 프로그램의 연장하는 양해각서에 서명하였으며, 2018년 강경화 외교부 장관과 해리 해리스 주한 미국 대사의 양해각서에 따라 재연장되었다.

## 구성
- 단기 WEST : 어학연수(2개월) + 인턴십(3-4개월) + 여행(1개월)
- 중기 WEST : 어학연수(3개월) + 인턴십(6-8개월) + 여행(1개월)
- 장기 WEST : 어학연수(4개월) + 인턴십(8-12개월) + 여행(1개월)

## 지원 자격
- 대한민국 국적 소지자
- 미국 비자 발급에 결격 사유가 없는 자
- 지원 시점 기준 대학 4학기, 전문대학 2학기 이상 이수한 재학생 및 휴학생
- 어학연수 시작일 기준 최근 1년 이내 졸업생

### 공인어학성적 자격요건
공인어학성적의 경우, 일반 시험과 말하기 시험의 성적을 각 1개 이상 취득 및 충족하여야 한다. 단, 국내 정기시험 성적만 인정된다.

#### 단기
| - G-TELP Level 2 : 83점 이상 - TOEIC : 850점 이상 | - G-TELP Speaking : Level 5 이상 - OPIc : IM1 이상 - TOEIC Speaking : 6등급 이상 |

#### 중기
| - G-TELP Level 2 : 76점 이상 - TOEIC : 800점 이상 | - G-TELP Speaking : Level 6 이상 - OPIc : IL 이상 - TOEIC Speaking : 5등급 이상 |

## 같이 보기
- 워킹홀리데이
- 청년교류제도